# Germania (hãng hàng không)
Germania, tên chính thức Germania Fluggesellschaft mbH, là một hãng hàng không tư nhân Đức với trụ sở đóng ở Berlin. Germania cung ứng các chuyến bay thường lệ và thuê chuyến đến các điểm đến ở châu Âu, Bắc Phi và Trung Đông. Hãng vận chuyển 2,5 triệu hành khách trong năm 2009 và có khoảng 850 nhân viên tính đến mùa hè năm 2014.

## Lịch sử
Hãng được thành lập vào tháng 4 năm 1978 với tên là Special Air Transport (SAT) tại Cologne và bắt đầu hoạt động vào ngày 05 tháng 9 năm 1978. với một chiếc Fokker F-27. Trong tháng 11 năm 1978, một chiếc Sud Aviation Caravelle đã được mua từ LTU, và đã được thay thế bởi hai máy bay Boeing 727-100 đã sử dụng từ Hapag-Lloyd Flug (nay là TUIfly). Germania Express đã được thông qua mã IATA "ST", trước đây được sử dụng bởi Yanda Airlines.
Vào mùa xuân năm 1986, công ty đã được tái tổ chức và tên gọi của nó đã được thay đổi thành Germania vào ngày 1 tháng 6 năm 1986. Trong nhiều năm, lĩnh vực kinh doanh chính của Germania là bay thuê chuyến cho TUI, Condor và Neckermann Reisen - một lĩnh vực mà Germania giành được một danh tiếng cho sản phẩm có giá thấp nhất. Năm 1992, văn phòng đăng ký đã được chuyển tới Tegel. Trong cùng năm đó Germania đã trúng thầu cho dịch vụ bay giữa thủ đô cũ và mới của Đức (Bonn và Berlin) thay mặt cho chính phủ Đức.

## Đội tàu bay

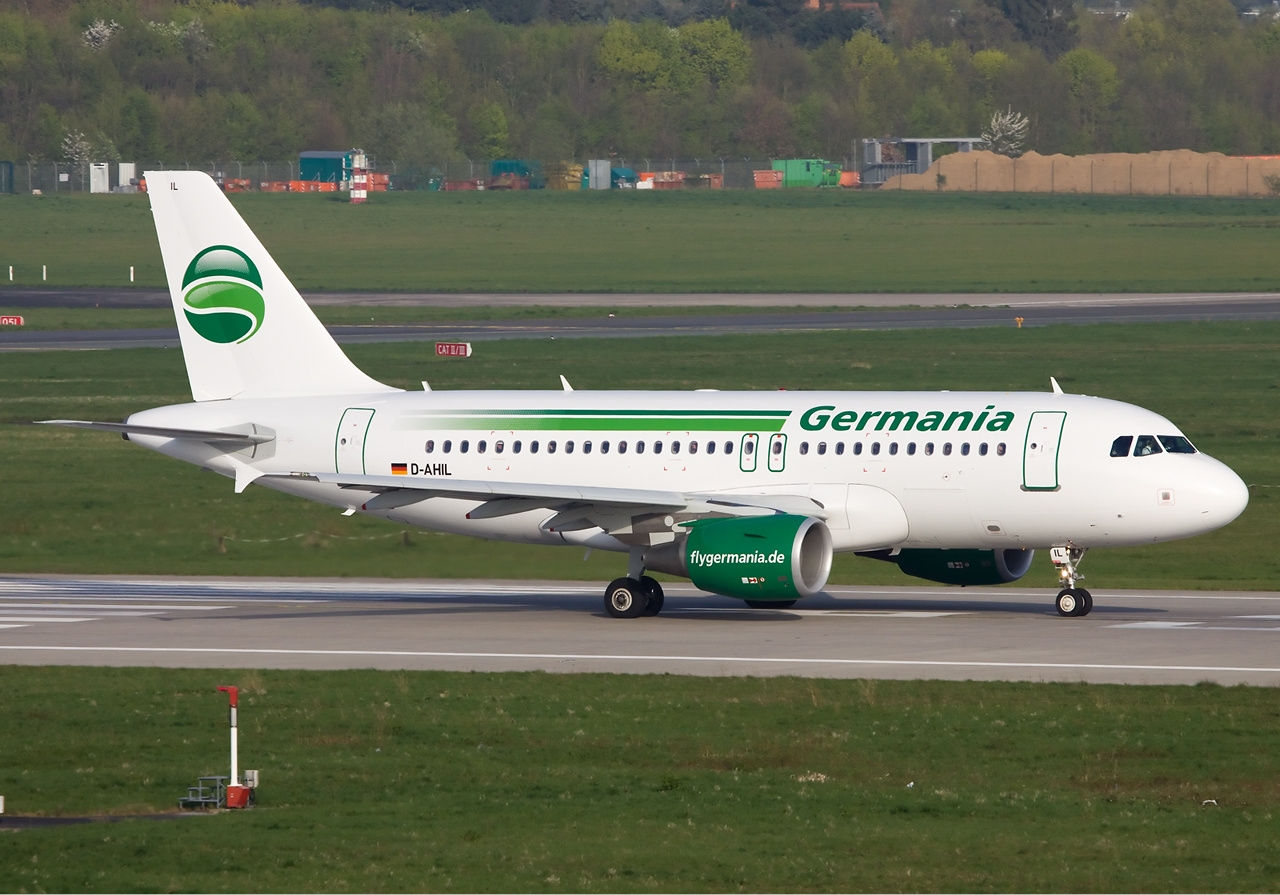
Máy bay Airbus A319 Germania trong màu sơn hiện tại (2011)

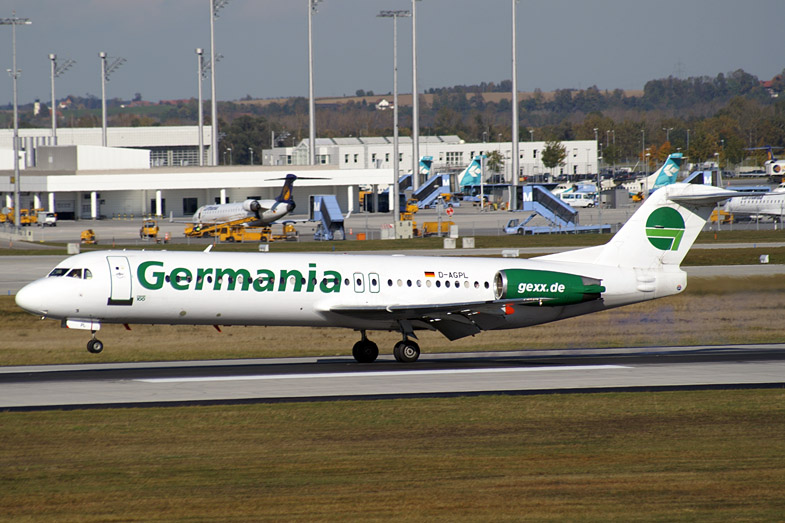
Một chiếc Fokker 100 của Germania hạ cánh (2005)

Thời điểm tháng 12 năm 2014, đội tàu bay Germania gồm có các tàu bay sau: